# Coney Island

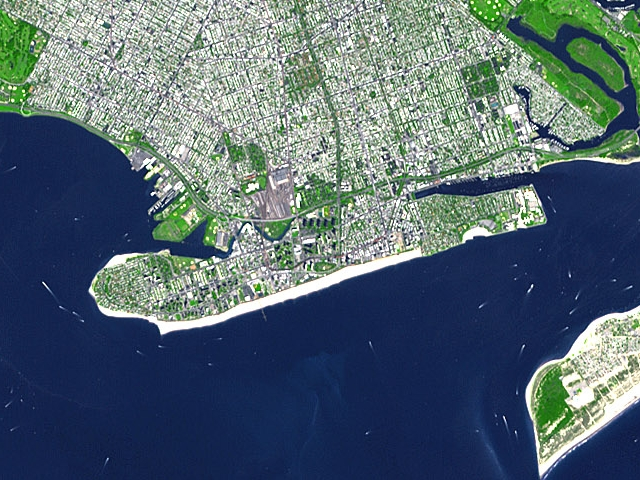
Coney Island em imagem de satélite

Coney Island é uma península, anteriormente uma ilha, localizada no distrito (borough) de Brooklyn, Nova Iorque, Estados Unidos. O lugar ficou conhecido como um importante ponto turístico no início do século XX, além de ser um dos parques mais conhecidos de Nova Iorque.
Coney Island também é casa de um time de baseball da minor league, os Brooklyn Cyclones. Ela é mostrada no filme The Warriors (título no Brasil: Warriors - Os selvagens da Noite), de 1979, dirigido por Walter Hill. Além disso, é também o tema central da canção homônima de Taylor Swift.